# F(x) (nhóm nhạc)
f(x) (Tiếng Hàn: 에프엑스; phát âm /ɛfːˈɛks/) là một nhóm nhạc nữ Hàn Quốc, được thành lập bởi SM Entertainment năm 2009. Là một nhóm nhạc nữ gồm 5 thành viên đa quốc tịch, trong đó Luna, Sulli là thành viên người Hàn Quốc; Amber là thành viên người Mỹ gốc Đài Loan; Krystal là thành viên người Mỹ gốc Hàn Quốc và trưởng nhóm Victoria người Trung Quốc. Ngày 7 tháng 8 năm 2015, SM Entertainment ra thông báo chính thức về việc Sulli rời nhóm để tập trung vào sự nghiệp diễn xuất, f(x) sẽ tiếp tục hoạt động với 4 thành viên.

## Ý nghĩa tên gọi
f là chữ viết tắt của từ "flower - bông hoa", còn "x" được hiểu là nhiễm sắc thể "xx", họ sẽ trở thành biểu tượng nóng cho nhóm nhạc hàng đầu châu Á "Asia Pop Dance Group". Ngoài ra, ký tự "x" trong f(x) nghĩa là một biến, mà khi thay đổi biến "x" sẽ cho ra nhiều kết quả khác nhau. Các thành viên đến từ nhiều quốc gia khác nhau (Hàn Quốc, Trung Quốc, Mỹ) cùng với những kĩ năng đặc biệt sẽ giúp biến "x" của họ thay đổi một cách đa dạng. Như vậy, họ sẽ không chỉ thành công trong nước mà còn ở nước ngoài - như kế hoạch được vạch ra. f(x) có thể làm bất cứ điều gì đó theo một phong cách và màu sắc của riêng họ.

## Lịch sử

### Trước khi ra mắt
Năm 2000, trong một lần cả gia đình trở về Hàn Quốc, Krystal được nhân viên của SM Entertainment phát hiện. Sau đó SM đã nhận thấy tiềm năng của Krystal nên đã đề nghị cô theo học thanh nhạc và vũ đạo, từ đó chọn lựa để chính thức đào tạo cô trong lĩnh vực ca hát. Tuy nhiên, lời đề nghị bị cha mẹ Krystal từ chối với lí do cô còn quá nhỏ. Thay vào đó, gia đình Krystal cho phép chị gái Jessica theo học tại SM Academy. Năm 2000, cô góp mặt với một vai nhỏ cho MV ca nhạc Wedding March của nhóm nhạc nam Shinhwa. Năm 2002, Krystal lần đầu tiên xuất hiện trong quảng cáo trà xanh Lotte Chaurin cùng với nữ diễn viên Han Ga-in. Năm 2006, được sự cho phép của cha mẹ, Krystal đã tham gia các lớp học nhảy hip hop và jazz tại SM Academy.
Cựu thành viên Sulli là một diễn viên nhí, bộ phim truyền hình đầu tiên Sulli xuất hiện là Tình khúc hoàng cung với vai trò là Công chúa Seonhwa lúc trẻ.
Luna được SM Entertainment tuyển dụng sau khi tham gia vào chương trình thực tế Truth Game vào năm 2006.
Victoria được phát hiện thông qua một cuộc thi nhảy tại Bắc Kinh vào tháng 9 năm 2007.
Hai tháng sau, Amber được casting thông qua SM Global Auditions tại Los Angeles, California.

### 2009: Ra mắt và "LA chA TA"

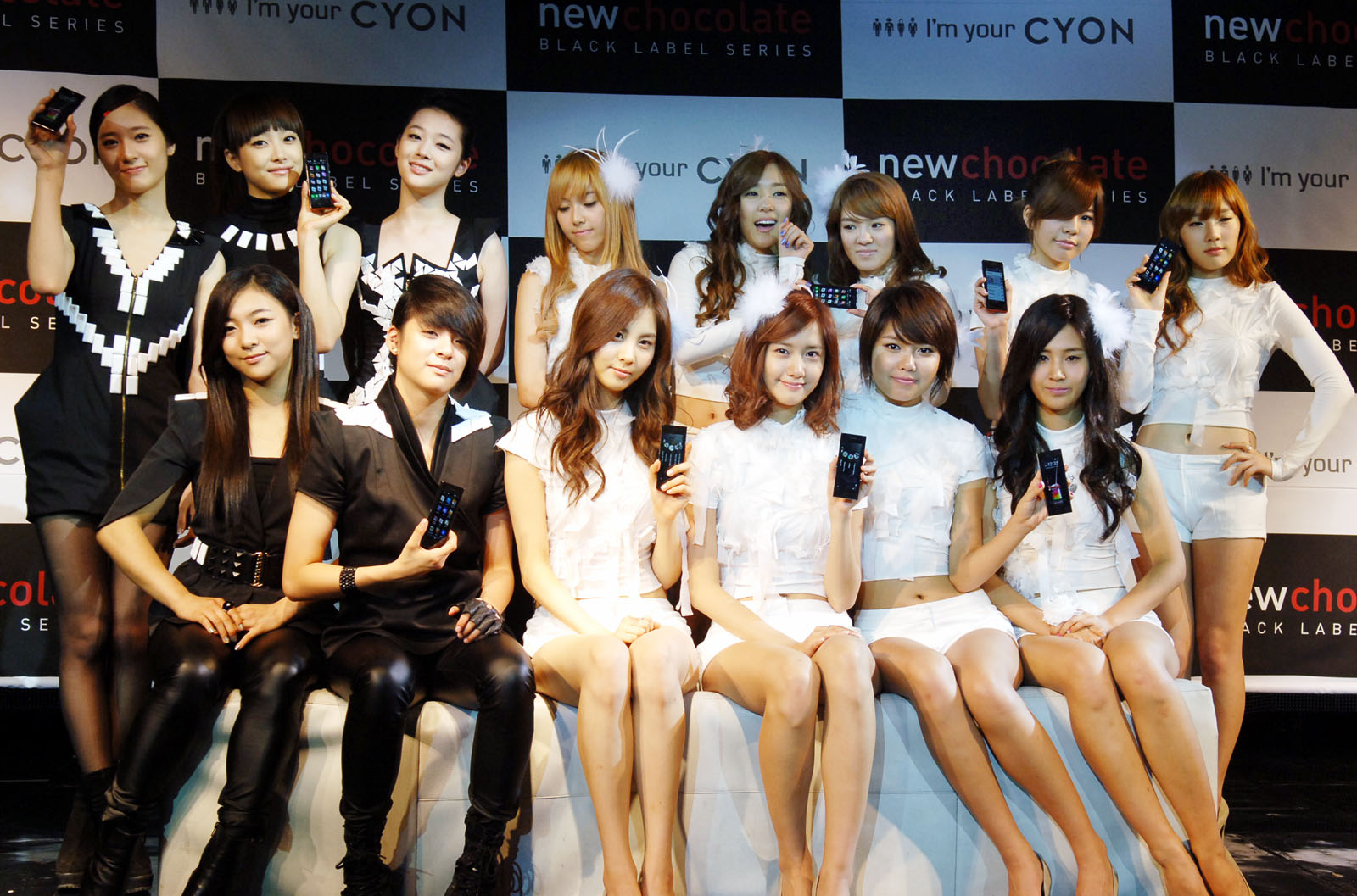
f(x) (áo đen) và Girls' Generation biểu diễn tại LG Chocolate

Đĩa đơn ra mắt của nhóm, "LA chA TA" được phát hành MV vào ngày 1 tháng 9. f(x) ra mắt trong chương trình biểu diễn tại Trung tâm thời trang Samseong-dong ngày 2 tháng 9, có sự xuất hiện của Leeteuk của Super Junior và Sunny của Girls' Generation trong vai trò dẫn chương trình. MV đầy đủ của "LA chA TA" ra mắt trong chương trình này và được tung lên mạng ngày hôm sau. Nhóm biểu diễn "LA chA TA" lần đầu tiên trên truyền hình trong Show! Music Core của đài MBC ngày 5 tháng 9.
Ngày 7 tháng 10, f(x) cùng với Girls' Generation phát hành chung đĩa đơn mang tên "Chocolate Love", quảng cáo cho phiên bản đời 4 dòng điện thoại Blacklabel của LG, "Chocolate". f(x) thể hiện bản "Electronic Pop" còn Girls' Generation hát bản "Retro Pop".
Ngày 10 tháng 10, f(x) tham gia biểu diễn tại Dream Concert 2009 với "LA chA TA" và "Chocolate Love".
Đĩa đơn thứ hai của f(x) là Chu~♡(츄~♡), được phát hành ngày 9 tháng 11, bao gồm 3 ca khúc.
f(x) cũng tham gia thể hiện nhạc phim Invincible Lee Pyung Kang. Ca khúc "Hard But Easy" được song ca bởi Luna và Krystal. MV được phát hành ngày 13 tháng 11 năm 2009. Không như MV của nhiều nhóm nhạc khác, phần nhạc hình được lấy bối cảnh các cô gái thu âm tại phòng thu.

### 2010: Bắt đầu hoạt động tại nước ngoài
f(x) đã hợp tác với nhóm nhạc nam đến từ Đài Loan M.I.C trong ca khúc tiếng Trung Lollipop để quảng cáo cho dòng điện thoại CYON của hãng LG. Krystal, Luna và Amber cũng tham gia hát phần nhạc phim (Phần hai) của bộ phim truyền hình "God Of Study" của đài KBS. Ca khúc Spread its Wings của họ đã được phát hành vào cuối tháng 1 năm 2010.

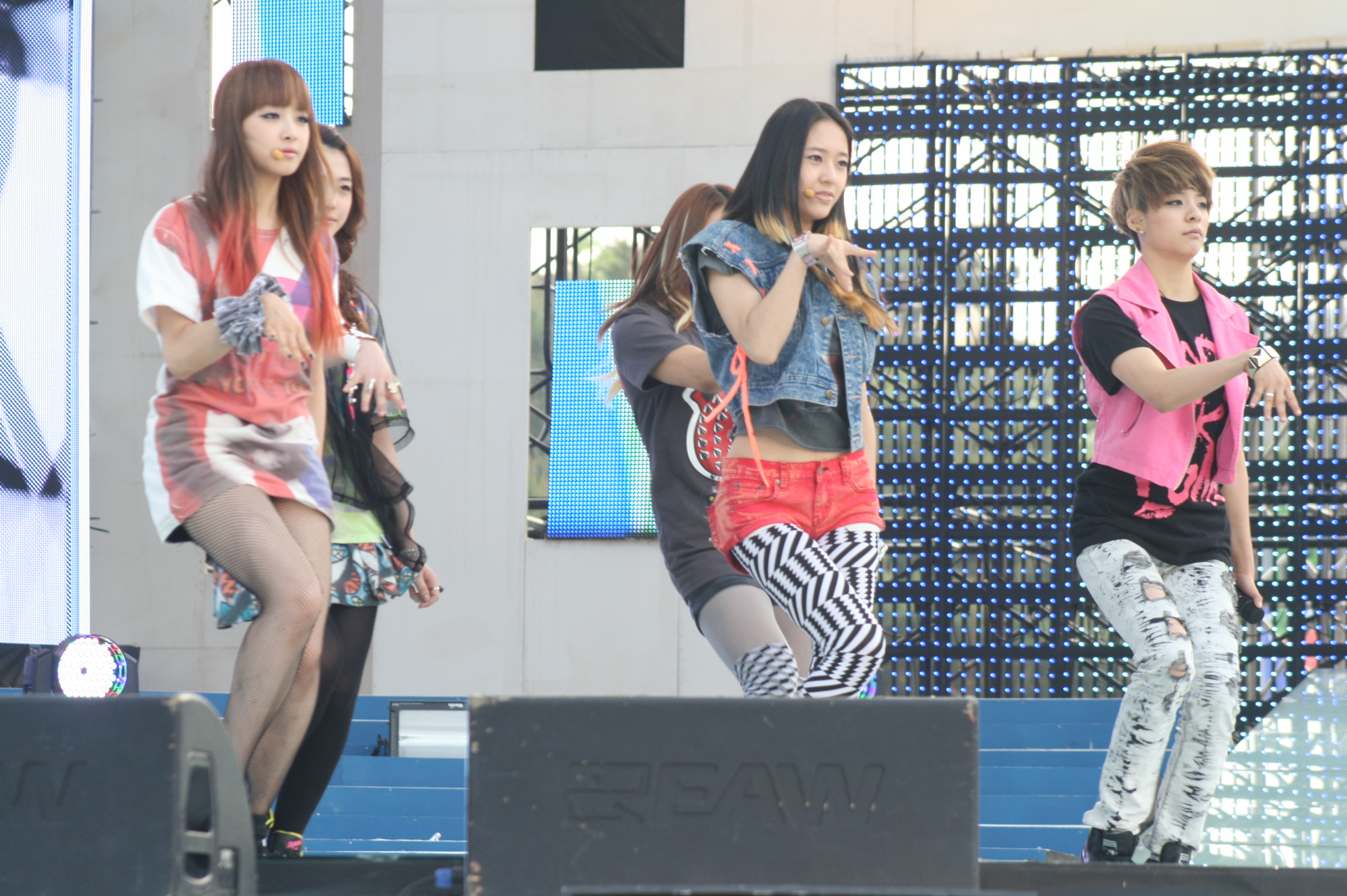
f(x) biểu diễn năm 2010

Vào ngày 27 và 28 tháng 1, ban nhạc f(x) xuất hiện một lần nữa như khách mời đặc biệt vào các buổi hòa nhạc Thế giới mới tại Olympic Fencing Gymnasium.
Ngày 4 tháng 5 năm 2010, f(x) phát hành mini-album đầu tiên của họ mang tên Nu ABO, bao gồm 6 bài hát. Đĩa đơn đầu tiên từ mini-album cũng chính là Nu ABO, đứng đầu các bảng xếp hạng âm nhạc trực tuyến như: Monkey3, Dosirak và Bugs. Bài hát cũng nằm trong bảng xếp hạng Gaon. Video cho bài hát được phát hành cùng ngày với mini-album. Nhóm thực hiện sự trở lại trực tiếp của họ trên Music Bank của đài KBS vào ngày 7 tháng 5, MBC Music Core vào ngày 8 tháng 5 và Inkigayo của đài SBS vào ngày 9 tháng 5.
Amber đã tạm thời nghỉ vì do chấn thương mắt cá chân. Các hoạt động còn lại của nhóm năm 2010 đã được thực hiện mà không có cô.
Vào ngày 17 tháng 5, nhóm bắt đầu biểu diễn single tiếp theo để quảng bá đó là ca khúc Mr.Boogie, ca khúc thứ hai trong mini-album Nu ABO. Họ đã có buổi diễn đầu tiên cho bài hát trên đài MBC Music Core.
f(x) cũng tham gia biểu diễn trong SM Town Live '10 World Tour tại sân vận động Jamsil Olympic Seoul. Họ cũng đã biểu diễn tại Tokyo, Thượng Hải, Los Angeles và Paris (2011) vào những ngày sau đó. Điều này đánh dấu lần đầu tiên f(x) thực hiện hoạt động bên ngoài châu Á.

### 2011:PinocchiovàHot Summer

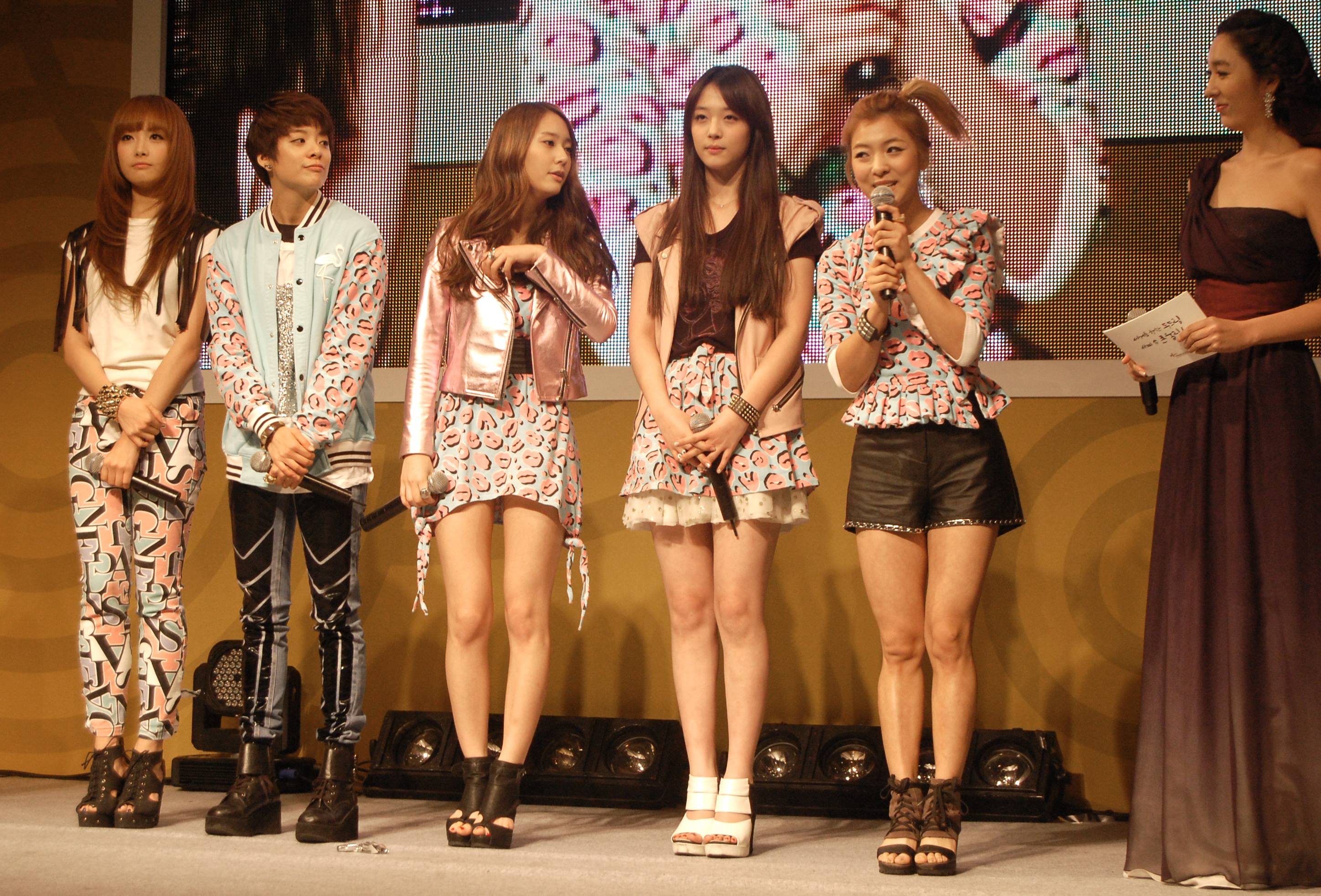
f(x) tại KOCIS Group năm 2011

Bài hát Danger được công bố sau khi Amber trở về Mỹ sau kì nghỉ dài từ tháng 6 năm 2010 và f(x) đang có kế hoạch trở lại trong nửa đầu năm 2011. Đoạn teaser hình ảnh đầu tiên cho album phòng thu đầu tiên của họ mang tên Pinocchio được phát hành vào ngày 7.4 trên trang web chính thức của f(x). Đoạn teaser MV cho single chủ đạo: Pinocchio (Danger) (một phiên bản làm lại của Razor - Kristine Elezaj), phát hành vào ngày 15 tháng 4 năm 2011. Album được phát hành vào ngày 20.4 và nhóm đã tổ chức sân khấu trở lại đầu tiên của mình thông qua Music Bank của đài KBS vào ngày 22 tháng 4. Nhóm đã đạt được 8 lần chiến thắng với ca khúc Pinocchio (Danger) từ các chương trình âm nhạc, cụ thể là M! Countdown, Music Bank và Inkigayo.
Vào ngày 8 tháng 6, có thông báo rằng nhóm nhạc nữ f(x) sẽ phát hành album tái bản của Pinocchio, có tiêu đề Hot Summer. Nó bao gồm tất cả 10 bài hát trong album đầu tiên của họ và ca khúc mới Hot Summer (được làm lại từ ca khúc Hot Summer của Monrose).
Vào ngày 13 tháng 12, f(x) đã phát hành một bài hát tiếng Anh mang tên 1,2,3 nằm trong album 2011 Winter SMTOWN - The Warmest Gift

### 2012:Electric Shockvà ra mắt tạiNhật Bản
Công ty SM Entertainment đã xác nhận rằng nhóm nhạc nữ f(x) sẽ trở lại vào tháng 6 với mini-album thứ hai mang tên Electric Shock trên các trang web âm nhạc như iTunes vào ngày 10 tháng 6 năm 2012. Ngày 5 tháng 6 năm 2012, SM Entertainment đã phát hành một hình ảnh teaser của Krystal cho sự trở lại của mini-album Electric Shock của họ. Ngày hôm sau, SM tiếp tục phát hành hình ảnh teaser của Sulli và Victoria. Ngày hôm sau nữa SM đã phát hành bìa mini-album. vào ngày 8 tháng 6 năm 2012, SM đã phát hành hình ảnh teaser của Luna và Amber. Cùng ngày hôm đó, họ đã phát hành một teaser video cho "Electric Shock" trên YouTube.

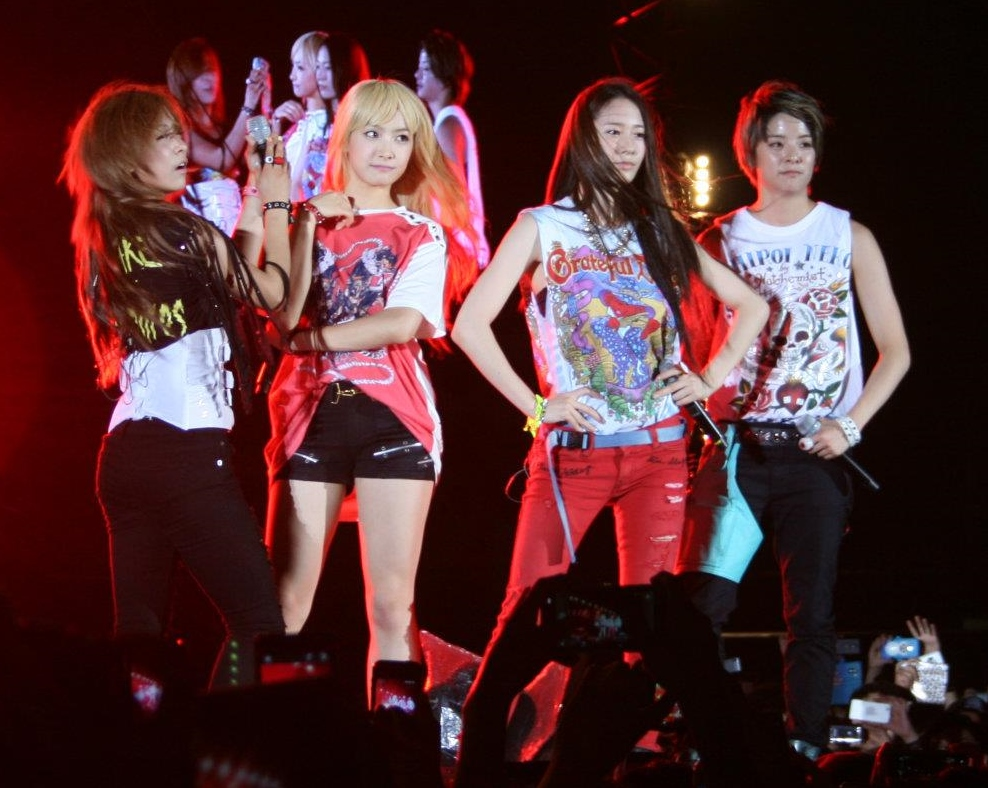
f(x) biểu diễn tại Expo năm 2012

Sau khi phát hành các hình ảnh teaser và một MV teaser, f(x) đã phát hành MV mới nhất của họ Electric Shock vào ngày 10 tháng 6 năm 2012. f(x) đã trở lại trên sân khấu M! Countdown vào ngày 14 tháng 6 và cũng thể hiện bài "Jet" như là một phần trở lại đặc biệt của nhóm. Nhóm đã thể hiện ca khúc "Electric Shock" trên các sân khấu như: Music Bank, Music Core và Inkigayo.
Nhóm sẽ bắt đầu quảng bá tại Nhật bằng cách phát hành ca khúc Hot Summer vào giữa tháng Tám. Ca khúc đã được chọn làm nhạc nền cho CM Uminoie Resort, đem lại cho người hâm mộ Nhật Bản lần đầu tiên nghe ca khúc này bằng bản tiếng Nhật. f(x) đã kết thúc quảng bá ca khúc "Electric Shock" vào ngày 15 tháng 7 năm 2012, và bắt đầu chuẩn bị cho lần ra mắt tại Nhật Bản. Đại diện của SM Entertainment đã nói: "Mặc dù chưa có kế hoạch cụ thể nhưng chúng tôi sẽ chuẩn bị cho f(x) để ra mắt chính thức tại Nhật của họ trong nửa cuối năm nay. Ca khúc Hot Summer phiên bản tiếng Nhật được phát hành vào ngày 31 tháng 7 nâm 2012.
Năm 2014, bìa album "Electric Shock" đã giành giải thưởng ở hạng mục Cụm giải thưởng Thiết kế Truyền thông (Communication Design Award Package) trong lễ trao giải 2014 Red Dot Design Awards ở Đức.

### 2013: SXSW vàPink Tape
Ngày 29 tháng 1 năm 2013 tại cuộc họp báo cho 10 giải thưởng âm nhạc thường niên của Hàn Quốc, có thông báo rằng các bài hát Electric Shock và Jet, cả hai ca khúc này được đề cử cho cùng loại Best Dance & Electronic Song. Liên quan đến hai bài hát được đề cử trong hạng mục tương tự, một đại diện của KMAs (Korean Music Awards) cho biết: "Điều này là do các bài hát tương ứng có đánh giá âm nhạc tuyệt vời và nó là từ các nghệ sĩ chúng tôi đã chọn để nhận ra sự xuất sắc của nhóm nhạc nữ f(x). Tại sao nhóm f(x) lại được mời tham dự SXSW. Bởi vì các cô gái đã lọt vào danh sách "30 Nghệ sĩ được mong chờ nhất tại SXSW". Mặc dù màn biểu diễn của f(x) tại K-pop Night Out ở SXSW chắc chắn sẽ quá giờ đi ngủ của mọi người, thế nhưng nó vẫn là màn biểu diễn bạn không thể bỏ lỡ!" Trong phần tổng quát chung về nhóm nhạc của đài truyền hình Fuse của Mỹ, họ đã rất ca ngợi nhóm nhạc nữ f(x): Nhóm nhạc nữ gồm năm thành viên K-pop đặt dưới cái tên của công thức toán học - f(x) – đã đại diện cho Hàn Quốc tham gia SXSW. Nhóm nhạc cùng với điệp khúc "na na na" mang hình bóng của nhạc hip hop và điện tử, tạo nên một nhóm nhạc K-pop có tiềm năng rất lớn trong dòng nhạc crossover! Danh sách các nghệ sĩ đại diện cho Hàn Quốc tham gia sân khấu lần này khá đa dạng. Ngoài nhóm nhạc f(x) còn có ban nhạc rock Galaxy Express, ban nhạc punk No Brain, nghệ sĩ rock Jeong Cha Shik, ban nhạc 'The Geeks', ca sĩ kiêm nhạc sĩ Yi Sung Yol và Guckkasten. Tuy nhiên, dù bạn không thể đưa ra định nghĩa của K-pop, thế nhưng có lẽ f(x) đã là hình mẫu tiêu biểu về K-pop cho bạn cùng với nét đặc biệt và sự tự tin của họ. Màn trình diễn trước thế giới của họ chắc chắn sẽ là sự kiện đáng nhớ trong năm 2013 của SXSW!
Một Art Film đã được phát hành trên kênh của YouTube của SM Entertainment vào trưa ngày 17 tháng 7 năm 2013, cho thấy rằng các cô gái cuối cùng cũng sẽ có sự trở lại đáng mong chờ vào ngày 29 tháng 7 cùng với album phòng thu thứ 2 mang tên Pink Tape. Ca khúc chủ đề cho album dài thứ 2 lần này mang tên Rum Pum Pum Pum hay  첫 사랑니  (Chiếc răng khôn đầu tiên) theo tiếng Hàn. Đây là một bản nhạc dance với tiếng guitar bí ẩn và thu hút cùng giai điệu thú vị. Ngoài ra 첫 사랑니 còn có nghĩa là "First Wisdom Tooth" (Chiếc răng khôn đầu tiên), bài hát này còn được so sánh với First Love (Mối tình đầu) vì cách phát âm giống hệt nhau (chơi chữ). Tên bài hát chủ đề là một cách chơi chữ. 첫 사랑니 còn có nghĩa là First Wisdom Tooth (Chiếc răng khôn đầu tiên). Răng khôn trong tiếng Hàn còn được gọi là "Răng Yêu", vì răng khôn bắt đầu mọc vào tuổi trưởng thành, khi con người bắt đầu có tình cảm yêu đương. Sự đau đớn khi mọc răng khôn cũng được ví như lần đầu trải nghiệm nỗi đau của trái tim tan vỡ. Nó chứa đựng hình ảnh và câu chuyện với một không khí đầy mộng mơ, thể hiện một cảm giác tươi mới với mối tình đầu. Phần lời bài hát sẽ so sánh mối tình đầu với chiếc răng khôn, tình yêu đích thực đầu tiên đều đến muộn màng như chiếc răng khôn mọc cuối cùng, đẩy những chiếc răng khác sang một bên. Đoạn Art Film được phát hành ngày 17 tháng 7 năm 2013 với nhạc nền là bài "Shadow" nằm trong album Pink Tape sắp phát hành tại thời điểm đó và. MV Teaser Rum Pum Pum Pum được phát hành vào ngày 22 tháng 7 năm 2013. MV chính thức được phát hành trên kênh YouTube của SMTOWN vào ngày 24 tháng 7 năm 2013. Album Pink Tape được phát hành vào ngày 29 tháng 7 năm 2013.
Năm 2014, bìa album "Pink Tape" đã giành giải thưởng ở hạng mục "Cụm giải thưởng Thiết kế Truyền thông" (Communication Design Award Package) trong lễ trao giải 2014 Red Dot Design Awards ở Đức.

### 2014:Red Light
Ngày 16 tháng 1 năm 2014, f(x) đã giành chiến thắng với hạng mục "The Group Artist" tại 20th Korean Entertainment Arts Awards, "Disk Bonsang" tại 28th Golden Disk Awards. Đồng thời giành giải thưởng "Best Overseas Artist Performance" tại Yin Yue Feng Yun Bang Awards được tổ chức ở Trung Quốc. Trong buổi trao giải Golden Disk Awards, 3 thành viên Amber, Luna và Krystal có cover bài hát The Boys của đàn chị Girls' Generation.
Album phòng thu thứ 3 mang tên Red Light của f(x) được phát hành ngày 7 tháng 7 năm 2014 bao gồm hai bản: Bản A (Sleepy Cats - Những cô mèo ngái ngủ) và Bản B (Wild Cats - Những cô mèo hoang dại). Kể từ khi mới phát hành, cả album và đĩa đơn Red Light đều lọt top và dẫn đầu 9 bảng xếp hạng hàng đầu ở Hàn Quốc. Bên cạnh đó, những bài khác trong album như Milk, All Night hay Paper Heart cũng nằm trong top 10 ở các bảng xếp hạng Genie, Olleh và Bugs. Ca khúc "Red Light" có phong cách rất độc đáo, kể cả lời bài hát. Tuy nhiên nó lại không dễ dàng bắt tai người nghe ngay từ lần đầu tiên. Nhưng nếu càng lắng nghe sẽ thấy ca khúc có sức cuốn hút đặc biệt. Red Light là bài hát thuộc thể loại nhạc điện tử mang thông điệp đầy ý nghĩa rằng nếu dừng lại một chút, thì con người sẽ nhận ra và thưởng thức những điều quý giá trong cuộc sống này.
MV Red Light đạt hơn 2 triệu lượt xem trên YouTube vào ngày đầu tiên phát hành. Đây cũng là MV được xem nhiều nhất ở các bảng xếp hạng Kpop, Mỹ và trên toàn thế giới trong tháng 7. Ngày 17 tháng 7 năm 2014, nhóm đã biểu diễn trên sân khấu M! Countdown nhưng không có Sulli. SM Entertainment giải thích "Sulli đã kiệt quệ cả về tinh thần lẫn thể chất do các lời bình ác ý và tin đồn thất thiệt liên tiếp xảy ra. Cô đã bày tỏ mong muốn được ngưng các hoạt động của một người nổi tiếng trong thời điểm này". Sau khi bàn bạc và cân nhắc, công ty quản lý thần tượng nổi tiếng khắc nghiệt ở Hàn đã quyết định "cắt giảm lịch làm việc của Sulli để cô có thể nghỉ ngơi" và có nhiều tin đồn rằng Sulli đã rời khỏi nhóm (hoặc nhóm cũng sẽ tan rã) và SM không xác định rõ thời gian quay trở lại của Sulli. f(x) đã biểu diễn ở chương trình ca nhạc SMTOWN Live World Tour IV với 4 thành viên Victoria, Amber, Luna, Krystal. Không có thông tin nào cho biết Sulli sẽ tham gia SMTOWN Live World Tour IV tại Trung Quốc và Nhật Bản trong tháng 10 hay không vì cô đang nghỉ ngơi để có thể hồi phục sức khỏe.

### 2015:Sullichính thức rời nhóm,4 Walls
Công ty giải trí SM Entertainment đã xác nhận Amber sẽ được ra mắt lần đầu tiên với vai trò là ca sĩ solo vào giữa tháng 2 năm 2015. Album solo đầu tay của cô sẽ mang tên "Beautiful". Ngoài ra, Amber cũng thực hiện MV cho 2 ca khúc "Shake that brass" và "Beautiful". Đặc biệt, ca khúc chủ đạo "Shake that brass" của Amber hợp tác với trưởng nhóm có giọng ca đầy nội lực của Girls' Generation - Taeyeon. Ngay khi vừa ra mắt, cả hai đều chiếm lĩnh được những vị trí cao trên bảng xếp hạng billboard. Vị trí thứ 19 trên bảng xếp hạng heatseekers - nơi mà chỉ những nghệ sĩ tên tuổi lớn mới lọt vào được, đồng thời "Shake that brass" cũng chiếm giữ vị trí thứ 2 trên bảng xếp hạng album thế giới.

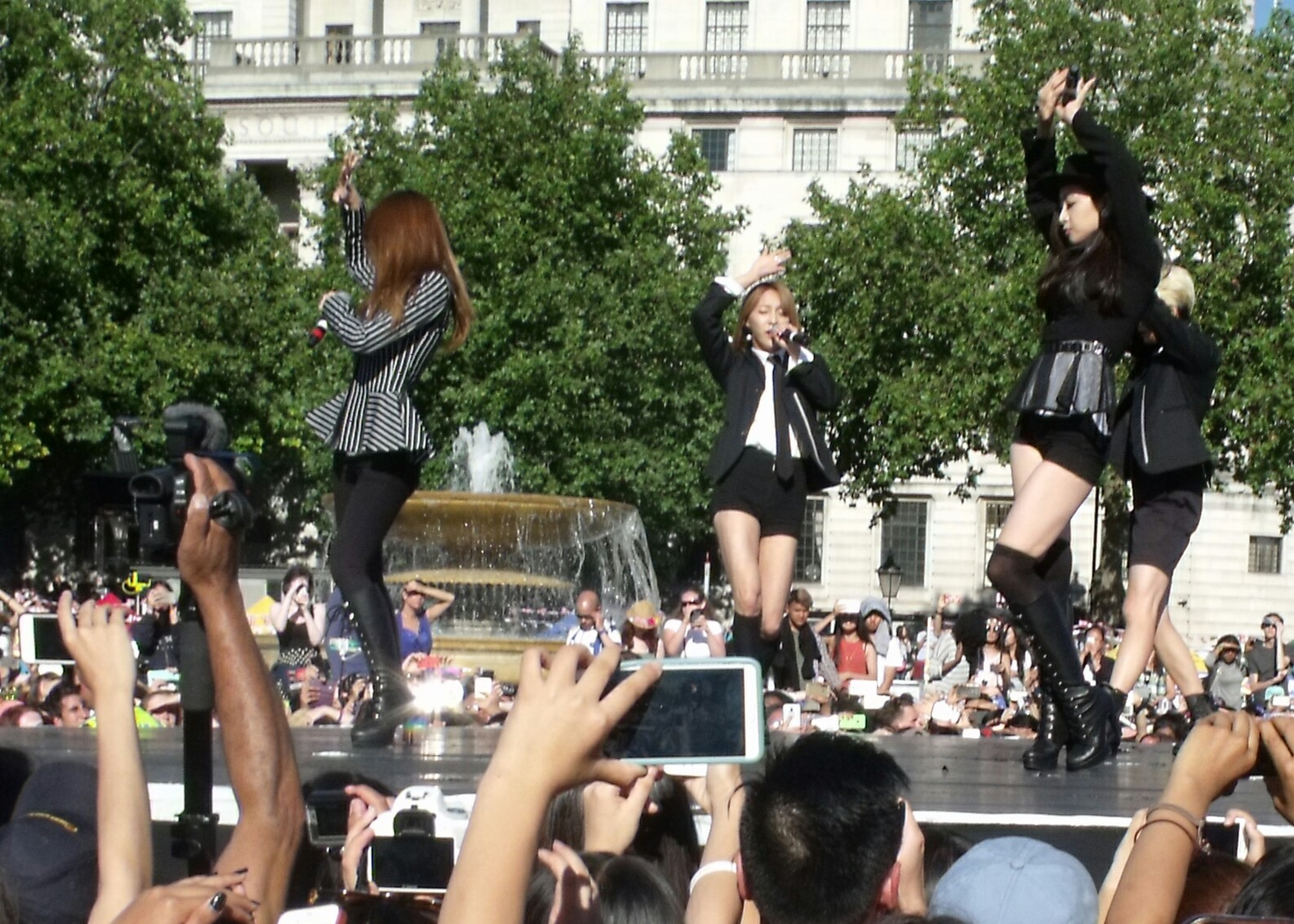
f(x) biểu diễn tại London Korea Festival

Ngày 7 tháng 8 năm 2015 SM Entertainment ra thông báo chính thức về việc Sulli rời nhóm để tập trung vào sự nghiệp diễn xuất, f(x) sẽ tiếp tục hoạt động với 4 thành viên.
Vào ngày 22 tháng 6 năm 2015, f(x) phát hành single tiếng Nhật "Summer Special Pinocchio / Hot Summer", ra mắt tại vị trí 23 trên Oricon weekly chart.
Trong tháng 8, SM Entertaiment đã thông báo rằng Sulli sẽ rời nhóm để tập trung vào diễn xuất. Nhóm sẽ tiếp tục với các thành viên còn lại, phát hành album phòng thu thứ tư của nhóm, 4 Walls trong tháng 10. Album đã bán được 66,000 bản trong tuần đầu tiên phát hành và cũng được công nhận bởi các chuyên gia. Để thúc đẩy việc phát hành album, nhóm bắt đầu chương trình web reality với tựa đề f(x)=1cm.
Vào ngày 27 tháng 10, f(x) trở lại sàn đấu của Kpop với Album phòng thu thứ 4 mang tên "4 Walls". Album trở lại lần này đặc biệt được chú ý vì đây là album đầu tiên của f(x) hoạt động mà không có Sulli. Ca khúc "4 Walls" đã mang về 5 chiếc cúp cho bốn cô gái khiến nhiều người xúc động. 4 Walls cũng gây ấn tượng khi MV mới đăng tải trong 24h đã được 1 triệu views. Đặc biệt hơn là trong năm 2015, SM Entertainment chính thức thông báo về đang tiến hành chuẩn bị tên fanclub và màu lightstick (đèn cổ vũ của fan cho thần tượng) cho f(x).
Vào tháng 12, f(x) phát hành single "12:25 (Wish List)" cho phần dự án Giáng sinh của SM Entertainment là Winter Garden. Vào cuối năm 2015 tại Mnet Asian Music Awards, f(x) trình diễn với Pet Shop Boys và chiến thắng giải "Global Fans Choice".
Năm 2016, bìa Album "4 Walls" đã giành giải thưởng trong lễ trao giải Giải thưởng thiết kế sản phẩm iF 2016.

### 2016:Chuyến lưu diễn đầu tiên
Vào tháng 1 năm 2016, f(x) chiến thắng giải Bonsang tại Golden Disk Awards 2016.
Ngày 28 tháng 10 năm 2015, SM Entertainment tiết lộ rằng nhóm nhạc nữ f(x) sẽ tổ chức buổi hòa nhạc solo của mình cho lần đầu tiên vào tháng Giêng tới. Buổi hòa nhạc sẽ diễn ra tại Seoul Olympic Park Olympic Hall vào ngày 30 và 31. Ngày 3 tháng 12, các áp phích quảng cáo đầu tiên cho f(x) The 1st Concert: Dimension 4 Docking Station được tiết lộ. Vé buổi hòa nhạc sẽ được bán ngày 10 tháng 12 năm 2015 tại 08:00 (KST) trên YES 24.
Ngày 28 tháng 12, tour diễn tại Hàn được bổ sung thêm vào ngày 29 tháng 1, nâng tổng số concert tại Hàn Quốc lên 3 ngày 29, 30 và 31. Vé cho ngày thêm sẽ được bán vào ngày 04 tháng 1 lúc 8h tối (KST) trên YES 24. Sau ba đêm diễn tại Hàn Quốc, nhóm nhạc tiếp tục trình diễn 6 đêm tại các thành phố lớn của Nhật Bản từ ngày 20 tháng 2 năm 2016 đến ngày 28 tháng 2.
Theo như thông báo từ SM, Luna của f(x) sẽ ra mắt với tư cách nghệ sĩ solo cùng một ca khúc dance. Bên cạnh đó, những hình ảnh teaser cho màn debut solo này của Luna cũng liên tiếp được SM hé lộ. Vốn là giọng ca chính của f(x) nên nhiều người hâm mộ nghĩ sản phẩm solo đầu tay của Luna là một bản ballad nhẹ nhàng. Tuy nhiên, ca khúc chủ đề Free Somebody sẽ là một ca khúc thuộc thể loại electronic pop dance. Lời bài hát nói về mong muốn được giúp đỡ một ai đó tìm thấy con người thật của họ để có thể tự do sống với ước mơ. Luna đã chuẩn bị màn trình diễn độc đáo để có thể cho thấy cả hai khía cạnh: mạnh mẽ và hấp dẫn. Trang chủ tiếng Nhật của f(x) đã phát hành bản DVD và Blu-Ray cho tour diễn tại Nhật sẽ được phát hành vào ngày 7 tháng 6 năm 2016. Ở ngày ra mắt đầu tiên, cả hai phiên bản Blu-ray & DVD f(x) 1st Concert DIMENSION4 - Docking Station in Japan đều đã tạm thời hết hàng.
Ngày 22 tháng 7, f(x) phát hành một single mới "All Mine" thông qua dự án SM Station. Bài hát được kèm theo MV, đạo diễn và biên tập bởi Amber. Ngày 2 tháng 11 năm 2016, f(x) phát hành album single tiếng Nhật, 4 Walls / Cowboy, kể cả phiên bản tiếng Nhật của "4 Walls", cùng với bài hát mới với tựa đề "Cowboy", được biểu diễn trực tiếp cùng ngày tại encore concert của nhóm ở Yokohama.
Vào ngày 12 tháng 9, f(x) thông báo sẽ phát hành một single album tiếng Nhật 4 Walls / Cowboy vào ngày 2 tháng 11.
Ngày 16 tháng 10 năm 2016, MV "Electric Shock" đã cán mốc 100 triệu lượt xem trên YouTube. Đưa f(x) trở thành nhóm nhạc thứ 6 trong Kpop và là nhóm nhạc nữ thứ 3 trong Kpop sỡ hữu MV 100 triệu view, đây rất có thể là năm cuối cùng trong sự nghiệp của nhóm trước khi đóng băng hoạt động.

### 2017-2018: Đóng băng hoạt động
Kể từ sau đó, f(x) đã không còn bất kì thông tin nào về lịch trình comeback. Các thành viên đa phần đi vào hoạt động solo hoặc ngành diễn xuất.

### 2019 - 2020: Các thành viên rời công ty,Sulliqua đời
Năm 2019, các thành viên Luna, Victoria và Amber đã chính thức ngừng kí hợp đồng, Krystal vẫn duy trì hợp đồng và tiếp tục đầu quân vào công ty cho đến khi rời đi vào tháng 10 năm 2020. Còn Victoria sẽ chuyển qua công ty CJ E&M để tiếp tục hoạt động, riêng các thành viên khác sẽ tập trung vào sự nghiệp tư của mình.
Vào ngày 14 tháng 10 năm 2019, phía cảnh sát Hàn Quốc đã xác nhận rằng Sulli đã qua đời tại nhà riêng dưới tư thế treo cổ và được phát hiện bởi quản lí của cựu nhóm f(x). Cảnh sát xác nhận rằng cô tự tử, và nguyên nhân là do cô bị trầm cảm nặng và áp lực nặng nề từ phía dư luận.
Vào ngày 18 tháng 8 năm 2020, có thông tin rằng Krystal rời SM Entertainment. Tuy nhiên, SM đã chia sẻ rằng hợp đồng của cô ấy sẽ hết hạn vào cuối tháng 8 năm 2020 và họ vẫn đang thảo luận với cô ấy về khả năng gia hạn. Vào tháng 10, có thông báo rằng Krystal đã chính thức rời SM để ký hợp đồng với H& Entertainment.

## Thành viên
In đậm là nhóm trưởng
| Nghệ danh  | Nghệ danh | Nghệ danh | Tên thật            | Tên thật | Tên thật | Tên thật       | Ngày sinh                                       | Quốc tịch  |
| Latin      | Hangul    | Hanja     | Latin               | Hangul   | Hanja    | Hán Việt       | Ngày sinh                                       | Quốc tịch  |
| Thành viên |           |           |                     |          |          |                |                                                 |            |
| Victoria   | 빅토리아  | 宋茜      | Song Qian           | 송치엔   | 宋茜     | Tống Thiến     | 2 tháng 2, 1987                                 | Trung Quốc |
| Victoria   | 빅토리아  | 宋茜      | Victoria Song       | 송치엔   | 宋茜     | Tống Thiến     | 2 tháng 2, 1987                                 | Trung Quốc |
| Amber      | 엠버      | 安貝兒    | Amber Josephine Liu | 일이윤   | 劉逸雲   | Lưu Dật Vân    | 18 tháng 9, 1992                                | Hoa Kỳ     |
| Amber      | 엠버      | 安貝兒    | Liu Yi Yun          | 일이윤   | 劉逸雲   | Lưu Dật Vân    | 18 tháng 9, 1992                                | Đài Loan   |
| Luna       | 루나      | 露娜      | Park Sun-young      | 박선영   | 朴善英   | Phác Thiện Anh | 12 tháng 8, 1993                                | Hàn Quốc   |
| Krystal    | 크리스탈  | 水晶      | Chrystal Soo Jung   | 정수정   | 鄭秀晶   | Trịnh Tú Tinh  | 24 tháng 10, 1994                               | Hoa Kỳ     |
| Krystal    | 크리스탈  | 水晶      | Jung Soo-jung       | 정수정   | 鄭秀晶   | Trịnh Tú Tinh  | 24 tháng 10, 1994                               | Hàn Quốc   |
| Sulli (†)  | 설리      | 雪莉      | Choi Jin-ri         | 최진리   | 崔真理   | Thôi Chân Lý   | 29 tháng 3, 1994 (25 tuổi) (qua đời 14/10/2019) | Hàn Quốc   |

## Danh sách đĩa nhạc
- Pinocchio (2011)
- Pink Tape (2013)
- Red Light (2014)
- 4 Walls (2016)

## Chương trình âm nhạc

### The Show
| Năm  | Ngày        | Bài hát   |
| ---- | ----------- | --------- |
| 2015 | 10 tháng 11 | "4 Walls" |

### Show Champion
| Năm  | Ngày       | Bài hát           |
| ---- | ---------- | ----------------- |
| 2012 | 26 tháng 6 | "Electric Shock"  |
| 2012 | 3 tháng 7  | "Electric Shock"  |
| 2013 | 7 tháng 8  | "Rum Pum Pum Pum" |
| 2014 | 16 tháng 7 | "Red Light"       |

### M Countdown
| Năm  | Ngày        | Bài hát              |
| ---- | ----------- | -------------------- |
| 2011 | 5 tháng 5   | "Pinocchio (Danger)" |
| 2011 | 12 tháng 5  | "Pinocchio (Danger)" |
| 2011 | 19 tháng 5  | "Pinocchio (Danger)" |
| 2011 | 30 tháng 6  | "Hot Summer"         |
| 2012 | 21 tháng 6  | "Electric Shock"     |
| 2012 | 28 tháng 6  | "Electric Shock"     |
| 2012 | 5 tháng 7   | "Electric Shock"     |
| 2013 | 8 tháng 8   | "Rum Pum Pum Pum"    |
| 2014 | 17 tháng 7  | "Red Light"          |
| 2015 | 5 tháng 11  | "4 Walls"            |
| 2015 | 19 tháng 11 | "4 Walls"            |

### Music Bank
| Năm  | Ngày        | Bài hát              |
| ---- | ----------- | -------------------- |
| 2011 | 29 tháng 4  | "Pinocchio (Danger)" |
| 2011 | 20 tháng 5  | "Pinocchio (Danger)" |
| 2012 | 22 tháng 6  | "Electric Shock"     |
| 2012 | 29 tháng 6  | "Electric Shock"     |
| 2013 | 9 tháng 8   | "Rum Pum Pum Pum"    |
| 2014 | 18 tháng 7  | "Red Light"          |
| 2015 | 6 tháng 11  | "4 Walls"            |
| 2015 | 13 tháng 11 | "4 Walls"            |

### Show! Music Core
| Năm  | Ngày       | Bài hát     |
| ---- | ---------- | ----------- |
| 2015 | 19 tháng 7 | "Red Light" |

### Inkigayo
| Năm  | Ngày       | Bài hát              |
| ---- | ---------- | -------------------- |
| 2011 | 8 tháng 5  | "Pinocchio (Danger)" |
| 2011 | 15 tháng 5 | "Pinocchio (Danger)" |
| 2011 | 22 tháng 5 | "Pinocchio (Danger)" |
| 2011 | 26 tháng 6 | "Hot Summer"         |
| 2012 | 1 tháng 7  | "Electric Shock"     |
| 2012 | 8 tháng 7  | "Electric Shock"     |
| 2013 | 11 tháng 8 | "Rum Pum Pum Pum"    |
| 2014 | 20 tháng 7 | "Red Light"          |

## Chuyến lưu diễn

### Chuyến lưu diễn riêng
- Dimension 4 – Docking Station (2016)

### Chuyến lưu diễn đã tham gia
- SMTown Live '08 (2009)
- SMTown Live '10 World Tour (2010–2011)
- SMTown Live World Tour III (2012–2013)
- SM Town Week '' Christmas Wonderland '' (với EXO) (2013)
- KCON 2013 và 2016
- SMTown Live World Tour IV (2014–2015)
- SMTown Live World Tour V (2016)